# Gare de Dangé
Gare de Dangé – stacja kolejowa w Dangé-Saint-Romain, w departamencie Vienne, w regionie Nowa Akwitania, we Francji.
Jest stacją Société nationale des chemins de fer français (SNCF), obsługiwaną przez pociągi TER Poitou-Charentes.